# Selbstbindung der Verwaltung
Die Selbstbindung der Verwaltung ist eine Rechtsfigur des deutschen Verwaltungsrechts und bezeichnet die Bindung einer Verwaltungsbehörde durch früheres tatsächliches Handeln und veröffentlichte Verwaltungsanweisungen (z. B. Steuerrichtlinien), insbesondere im Bereich der Leistungsverwaltung. 
Nach Art. 3 Grundgesetz, der den Gleichbehandlungsgrundsatz regelt, hat die Verwaltung ihr Ermessen in gleichliegenden Fällen in gleicher Weise auszuüben. Hat eine Behörde etwa die Gewährung einer in ihrem Ermessen stehenden Subvention in einer bestimmten Art und Weise praktiziert, so darf sie hiervon in einem gleichliegenden Fall zu Lasten anderer Bewerber nur bei genereller Aufgabe der bisherigen Praxis oder abweichender Handhabung einer ermessenslenkenden Verwaltungsvorschrift für die Zukunft abweichen. Unerheblich ist, ob dem Interessenten an einer Bewilligung von Förderungsmitteln die tatsächliche Vergabepraxis vorher bekannt gegeben war und wie er sich hierauf einstellen konnte.
Infolge der Selbstbindung tritt bei gleichartigen Ermessensentscheidungen für eine Behörde eine Ermessensreduktion auf Null ein.
Die Selbstbindung der Verwaltung begründet damit in gleichliegenden Fällen einen Leistungs- und Teilhabeanspruch des Begünstigten, außerdem ein Abwehrrecht des Wettbewerbers gegen die unrechtmäßige Subventionierung eines Konkurrenten, jedoch keinen Anspruch auf unrechtmäßige Gleichbehandlung. 